# Szél felőli szigetek
A Szél felőli szigeteket a Kis-Antillák déli szigetei alkotják a Karib-térségben. A szigetek a Szélcsendes-szigetektől délre fekszenek.

## Neve és földrajza
A Szél felőli szigetek arról a tényről kapták nevüket, hogy az Újvilágba érkező vitorláshajók számára a szélhez „közelebb” helyezkedtek el, mint a Szélcsendes-szigetek, mivel a Karib-térségben az uralkodó passzátszelek kelet-nyugati irányban fújnak. Az Óvilágból az Újvilágba tartó hajókat a leggyorsabb úton vivő transzatlanti áramlatok és szelek nagyjából a Szélcsendes- és a Szél felőli szigetek közé szállították azokat.  Az atlanti-óceáni rabszolga-kereskedő hajók, melyek az afrikai Aranypartról és a Guineai-öbölből indultak,  először a Kis-Antillák délkeleti szigeteit érték el a Karib-térségbe, valamint Észak- és Közép-Amerikába tartó nyugat-északnyugati irányú útjukon. A szigetlánc a Karib-tenger keleti határát alkotja.
A Szél felőli szigetek északról dél felé haladva:
- Dominikai Közösség
- Martinique (Franciaország tengerentúli megyéje)
- Saint Lucia
- Saint Vincent és a Grenadine-szigetek
- Grenada

## Elnevezés-változatok
A különböző nyelveken (holland, francia, német, spanyol) és egyes szigetek helyi angol nyelvén a “szél felőli” és a “szélcsendes” elnevezések különböző szigetcsoportot jelentenek. Azonban minden esetben a keleti/délkeleti csoportot szél felőlinek a leginkább nyugatra fekvőt pedig szélcsendesnek nevezik. A venezuelai part közelében fekvő szigetcsoportot Szél felőli Antilláknak is nevezik.
| Nyelv       | Szél felőli szigetek | Szélcsendes-szigetek |
| ----------- | -------------------- | -------------------- |
| Angol       |                      |                      |
| Egyéb nyelv |                      |                      |

## Fordítás
- Ez a szócikk részben vagy egészben  a   Windward islands című angol Wikipédia-szócikk ezen változatának fordításán alapul.  Az eredeti cikk szerkesztőit annak laptörténete sorolja fel. Ez a jelzés csupán a megfogalmazás eredetét és a szerzői jogokat jelzi, nem szolgál a cikkben szereplő információk forrásmegjelöléseként.